# Легион за заслуги (орден)
Медалът „Легион за заслуги“ e отличие на Въоръжените сили на Съединените американски щати. То се присъжда за изключително доблестно поведение при изпълнение на служба и за високи постижения.

## Наградени с отличието
- Чан Кайшъ
- Георгий Жуков
- Робърт МакНамара
- Джон МакКейн